# Sousa Esporte Clube
Il Sousa Esporte Clube, noto anche semplicemente come Sousa, è una società calcistica brasiliana con sede nella città di Sousa, nello stato della Paraíba.

## Storia
Il club è stato fondato il 10 luglio 1991. Il Sousa ha vinto il Campeonato Paraibano Segunda Divisão nel 1991, e il Campionato Paraibano nel 1994 e nel 2009. Ha partecipato al Campeonato Brasileiro Série C nel 1994, dove è stato eliminato alla seconda fase dal CSA. Il Sousa ha partecipato alla Coppa del Brasile per la prima volta nel 1995, dove è stato eliminato al turno preliminare dal Flamengo. Ha partecipato alla Série C nel 1995, dove è stato eliminato alla terza fase dall'Icasa. Il club è stato eliminato alla terza fase dal Sergipe nella Série C 2003. Il Sousa ha partecipato alla Coppa del Brasile nel 2008, dove è stato eliminato al primo turno dal Vitória. Il club ha partecipato di nuovo alla Coppa del Brasile nel 2010, dove è stato eliminato al primo turno dal Vasco da Gama.

## Mascotte
La mascotte del club, il dinosauro, è un riferimento al Parco Nazionale Vale dos Dinossauros che esiste nel comune.

## Palmarès

### Competizioni statali
- Campionato Paraibano: 4

1994, 2009, 2024, 2025
- Campeonato Paraibano Segunda Divisão: 1

1991
- Vice-campione Campeonato Paraibano: 4

1995, 2012, 2021, 2023